# 高部愛
高部爱（1988年8月16日—），是日本女性声优，演员，出身于东京都八王子市，是女子偶像团体“美少女俱乐部31”的原成员。

## 经历
2004年8月在第10次全日本国民美少女大赛中获得写真奖，同年9月30日加入奧斯卡傳播所属的女子偶像团体“美少女俱乐部31”（原名：美少女俱乐部21）。
2005年5月在第一次“Miss周刊Playboy”大赛上获奖。
2006年1月出演电视剧《真爱》，正式以演员身份出道。
2007年从堀越高等学校毕业。
2009年7月出演电视动画《青之花》，作为动画的主角万城目富美的声优。
2015年10月15日因非法持有精神药品可卡因而遭到日本警方逮捕，与此同时其所属的事务所也立即解除了她的合同。同年10月27日，高部爱向公众道歉，其所出演的同年10月播放的电视剧《武士老师》也遭到降板，出演部分被剪切，11月4日，由于毒品鉴定结果为阳性从而再度遭到逮捕，13日，因其怀有身孕被暂时释放。
2016年3月29日，东京地检對高部爱做出不起诉处分。
2017年10月宣布与一名律师结婚。

## 出演作品
※粗体字为主要角色

### 电视剧
- 真爱（铃木奈香）
- 格鬥教師（日语：ガチバカ!）（影山祐子）
- 照耀明天（日语：てるてるあした #テレビドラマ）（山田伟子）
- 下北SUNDAYS（田所双叶）
- 育兒天才（日语：子育ての天才）（神谷美优）
- 飛行恐慌（日语：フライトパニック）（新井聪美）
- 红莲女（边仓史代）
- 猫街（园田奈子）
- 福冈恋爱白书4（第二话）（マヤ）
- 未来在我們的手中（日语：DRAMADA-J #未来はボクらの手の中に）（樋口美佳）
- 这是不可能的！（日语：あり得ない!）（美和）
- 打工仔买房记（豊中ミチル）
- 听到遗物声音的男人（日语：遺品の声を聴く男）（泽口花梨）
- 恋爱检定（关根果子）
- （青山宇美）
- 真幌站前多田便利屋（竹内小夜）
- 警視廳南平班〜七人刑事〜（日语：警視庁南平班〜七人の刑事〜）（新庄京子）
- 确证（桧山沙耶香）
- 社长不是人（远山美咲）
- 刑事长（稻垣咲子）
- 杨贵妃秘史（海外电视剧）（渡边百合子）

### 电视动画
2009年
- 青之花（万城目富美）

2011年
- 放浪息子（麻衣子）
- Sacred Seven（SP）

2012年
- 爱杀宝贝（吴织亚切）

### OVA
2013年
- 爱杀宝贝OAD（吴织亚切）

## 後任
因吸毒被警方逮捕，释放后不再活动，故由其他人代替。
- 闪耀幻想曲（吴织亚切）（由篠田南代替）